# Felicia Kartal
Felicia Fedahet Kartal, född 6 mars 2000 på Ekerö, är en svensk skådespelare.
Kartal har medverkat i TV-serien Snabba cash år 2021 och TV-serien Lyckoviken 2022. Hon har även spelat en ledande roll iFejk år 2023. År 2023 kommer hon axla en av de ledande roller i filmen Canceled.

## Filmografi (i urval)
- 2022 – Lyckoviken (TV-serie)
- 2022 – Korridoren (TV-serie)
- 2022 – Fejk (TV-serie)
- 2023 – Canceled